# Джордж Лоу
Джордж Дейвид Лоу (на английски: George David Low) е американски астронавт, участник в три космически полета.

## Образование
Джордж Лоу е завършил колежа Langley High School, Маклийн, Вирджиния през 1974 г. През 1978 г. става бакалавър по инженерна физика в Washington & Lee University. През 1980 г. става магистър по инженерна механика в Университет Корнел (на английски: Cornell University). През 1983 г. защитава втора магистратура по астронавтика в Станфордския университет.

## Служба в НАСА
Джордж Дейвид Лоу е избран за астронавт от НАСА на 23 май 1984 г., Астронавтска група №10. Завършва успешно курса на обучение през юни 1985 г. Участник в три космически полета.

### Полети
| Космически полети на Джордж Дейвид Лоу                 | Космически полети на Джордж Дейвид Лоу | Космически полети на Джордж Дейвид Лоу | Космически полети на Джордж Дейвид Лоу | Космически полети на Джордж Дейвид Лоу            | Космически полети на Джордж Дейвид Лоу | Космически полети на Джордж Дейвид Лоу |
| №                                                      | Дата                                   | КК                                     | Емблема на мисията                     | Функции                                           | Продължителност                        |                                        |
| ------------------------------------------------------ | -------------------------------------- | -------------------------------------- | -------------------------------------- | ------------------------------------------------- | -------------------------------------- | -------------------------------------- |
| 1                                                      | 9 януари 1990                          | „Колумбия“, мисия STS-32               |                                        | Специалист на мисията                             | 10 денонощия 21 часа 00 мин. 36 сек.   |                                        |
| 2                                                      | 2 август 1991                          | „Атлантис“, мисия STS-43               |                                        | Специалист на мисията                             | 8 денонощия 21 часа 21 мин. 25 сек.    |                                        |
| 3                                                      | 21 юни 1993                            | „Дискавъри“, мисия STS-57              |                                        | Специалист на мисията, командир на полезния товар | 9 денонощия 23 часа 44 мин. 54 сек.    |                                        |
| Сумарно време в космоса – 29 денонощия 18 часа 05 мин. |                                        |                                        |                                        |                                                   |                                        |                                        |

## След НАСА
Джордж Лоу напуска НАСА през февруари 1996 г. и започва работа в Научната орбитална корпорация в Дълес, Вирджиния.

## Награди
- Медал на НАСА за отлична служба;
- Медал на НАСА за участие в космически полет (3);
- Медал на НАСА за изключително лидерство.

## Личен живот
Джордж Лоу е женен и има 3 деца. Умира от рак на дебелото черво в Рестън (Reston) на 15 март 2008 г.